# Konosuke Matsushita
Konosuke Matsushita (limba japoneză : 松下 幸之助; n. 27 noiembrie 1894, Wakayama; d. 27 aprilie 1989, Moriguchi, Osaka) a fost un industriaș japonez, fondator al concernului Matsushita Electric.

## Începuturi
Konosuke Matsushita s-a născut la data de 27 noiembrie 1894 în satul Wasa din Prefectura Wakayama, la sud de orașul Osaka în familia unui proprietar de pământ din Japonia, dar care scăpătase. Tatăl său a efectuat o serie de investiții nerentabile, care au ruinat familia. În afară de Konosuke, familia Matsushita mai avea încă șapte copii.
Deoarece familia sa trăia foarte greu, tânărul Konosuke a fost nevoit să abandoneze școala în anul 1904 și a fost trimis la Osaka pentru a munci ca ucenic la un fabricant de grătare cu cărbune. La scurt timp devine ucenic vânzător la un magazin de biciclete, unde va rămâne timp de șase ani. 
În anul 1910, la vârsta de 16 ani, Matsushita a fost angajat ca asistent tehnic la Compania de electricitate din Osaka (astăzi Kansai Electric Power Company), unde datorită rapidei sale capacități de învățare a fost avansat de mai multe ori. El și-a dezvoltat un interes ridicat pentru electricitate, care în acea epocă începuse să se extindă în Japonia. În anul 1915, s-a căsătorit cu Mumeno Iue.
Trei ani mai târziu, în 1918, la sfatul tatălui său cu privire la avantajele de a fi întreprinzător, el și-a întemeiat propria fabrică de accesorii electrice, Matsushita Electric, în colaborare cu doi prieteni care au abandonat la puțină vreme acest proiect și au fost înlocuiți cu cumnatul lui Konosuke, Toshio Iue, care va deveni ulterior fondatorul concernului Sanyo.

## Matsushita și întreprinderea sa
În anul 1918, el a înființat Fabrica de aparate electrice Matsushita în orașul Osaka. Primele sale produse nu au avut mare succes. Timp de patru luni a lucrat în propria casă pentru a realiza un adaptor pentru priză, mai exact o mufă dublă pentru lampă la care se puteau conecta atât un bec, cât și un ștecher. El a fabricat produsul inventat, dar acesta nu s-a vândut. Prima breșă de piață a realizat-o când a primit o comandă de a fabrica plăci izolatoare. 
După cinci ani de la înființarea fabricii, în anul 1923, a realizat un far de bicicletă inovator, dar care nici acesta nu s-a vândut. Matsushita nu a vrut să abandoneze și a venit cu ideea de a lăsa un bec să funcționeze în fiecare magazin unde acestea se comercializau. Simpla demonstrație a impresionat clienții și becul de bicicletă a devenit un succes comercial.
În anul 1922, Konosuke s-a văzut nevoit să construiască o nouă fabrică și birouri, unde și-a mutat compania sa aflată în dezvoltare. Fabrica a început să producă pe scară mare baterii electrice și aparate de radio. 
În perioada marii crize din 1929-1933, marea majoritate a firmelor și-au redus activitatea și au concediat masiv personalul. Totuși, Matsushita a refuzat să urmeze această tendință. Nu numai că nu și-a concediat angajații, dar nici nu le-a micșorat salariile. Soluția gândită de Matsushita a fost să-și orienteze o parte din muncitori din sectorul de producție în cel de distribuție și vânzare, astfel că toți salariații munceau.
Această strategie deși la vremea respectivă era privită de unii economiști într-un chip pesimist a dus la stabilirea unei relații speciale între angajați și companie. 
În anul 1929, când a schimbat denumirea firmei, Matsushita declarase că misiunea unei companii nu este numai să facă profit, ci este mult mai largă: aceea de a combate sărăcia oferind produse accesibile care să îmbunătățească viața oamenilor din toată lumea. El considera oamenii ca principala resursă a companiei, punând mare accent pe dezvoltarea lor profesională.
„ Numai recunoscând responsabilitățile noastre de industriași, ne vom dedica noi înșine progresului și dezvoltării societății și binelui oamenilor, prin activitățile pe care le întreprindem și astfel, vom contribui îmbunătățirii calității vieții pe plan mondial.”—Konosuke Matsushita
Din anul 1932 el a instituit aniversarea zilei de înființare a întreprinderii, care s-a ținut de atunci an de an. În anul 1933, el a instituit un sistem de management pe divizii (sau pe centre de profit). 
Ocupându-se și de dezvoltarea personalului, el a înființat în anul 1934 un Institut de Instruire a Personalului de la Matsushita. În anul 1935 a fost realizat primul televizor, sferă în care produsele fabricate de compania Matsushita au avut un imens succes.
În același an, compania Matsushita Electric fabrica 600 de produse diferite și tocmai începuse distribuirea acestora, pentru prima oară, în afara Japoniei. Fabrica avea la acel moment 3.500 de angajați. În anul 1942, Matsushita a devenit principalul fabricant de aparate radio din Japonia.
În perioada celui de-al doilea război mondial, întreaga forță industrială a Japoniei a trebuit să contribuie la efortul de război. Matsushita a fabricat diferite produse pentru armată și a asamblat avioane de luptă în uzinele sale. 
La scurtă vreme după terminarea războiului, în 1945, a fost înființat Institutul PHP (Pace, Fericire, Prosperitate). 

## Matsushita în perioada postbelică
În Japonia postbelică, companiei i-au fost impuse restricții severe de către aliați, măsură care a afectat de fapt toate întreprinderile japoneze. Matsushita s-a aflat în pericolul de a fi demis din funcția de președinte, dar a fost salvat de o petiție semnată în favoarea sa de către cei 15.000 salariați ai concernului.
În anul 1947, Konosuke i-a împrumutat cumnatului său Toshio Iue un capital pentru a cumpăra o fabrică nefolosită de lămpi de bicicletă, care a devenit ulterior Sanyo Electric.
Între anii 1950 și 1973, compania lui Matsushita a devenit una dintre cele mai mari companii de produse electrice din întreaga lume, produse care au fost vândute sub mărci bine-cunoscute astăzi ca Panasonic și Technics. La începutul anilor '50, el a inițiat producerea de mașini de spălat electrice și de televizoare ca urmare a popularității explozive a aparatelor electrice. Primul televizor alb-negru a fost comercializat începând din anul 1952 și apoi, în anul 1960, s-a introdus pe piață televizorul color. 
În cadrul concernului s-au înființat și alte companii. Începând din anul 1954, Matsushita Electric a devenit acționarul majoritar al companiei de produse electrice JVC prin formarea unei alianțe. În august 2007, Matsushita Electric și-a redus participarea în capitalul JVC la aproximativ 37% prin realizarea unei alianțe cu Kenwood Electronics. În 1959 el a înființat Matsushita Electric Corporation of America în New Jersey (SUA) și au urmat și alte companii pe continentul american. 
În anul 1952 a inițiat o colaborare tehnică cu compania olandeză Philips. În anul 1956, el a instituit Planul pe 5 ani de dezvoltare a companiei. În anul 1961, a devenit președinte al Consiliului de Administrație, iar în anul următor a apărut pe coperta prestigioasei reviste americane Time. În anul 1965, el a instituit sistemul săptămânii cu cinci zile de lucru. 
Matsushita s-a retras de la conducerea concernului în anul 1973, primind funcția de consilier executiv. În acel an, compania avea un număr de 28.000 de angajați și raportase un profit de 1,5 miliarde yeni.
Retras din afaceri, Matsushita și-a focalizat activitatea pe dezvoltarea și explicarea filozofiei sale sociale și comerciale și a scris un număr de 44 cărți. Una dintre ele, intitulată “Realizarea unui căi spre pace și fericire prin intermediul prosperității”, s-a vândut într-un număr de patru milioane de exemplare. 
În anul 1977 a publicat cartea "Japonia în secolul XXI". Trei ani mai târziu, în 1980, a înființat Institutul de Administrare și Management Matsushita, devenită o școală reputată de management. În anul 1983, s-a numărat printre inițiatorii Protocolului de la Kyoto asupra schimbărilor globale. Ca o recunoaștere a meritelor sale, în 1987, a fost decorat cu Marele Colan al Ordinului Soarelui Răsare.
Problemele pulmonare cronice au cauzat moartea sa de pneumonie în data de 27 aprilie 1989 în orașul Osaka, la vârsta de 94 ani. La moartea sa, averea sa se ridica la 3 miliarde de dolari, iar compania sa avea o cifră de afaceri de 42 miliarde de dolari. 
Actualmente Matsushita este o figură foarte populară în Japonia, moștenirea sa managerială fiind foarte apreciată în diferite sectoare ale societății umane.